# Thornton (Merseyside)
Pour les articles homonymes, voir Thornton.
Thornton est une paroisse civile et un village du Merseyside, en Angleterre.